# Ron Massing
Ron Massing (30 augustus 1962) is een Nederlands voormalig korfballer en korfbalcoach. Hij werd als speler en coach Nederlands kampioen met ROHDA.
Massing werd in 1994 uitgeroepen tot Beste korfbalcoach van het Jaar.

## Spelerscarrière
Massing begon met korfbal bij het Amsterdamse ROHDA. Hier debuteerde hij in 1983, op 21-jarige leeftijd in het eerste team.
Op dat moment was Anton Poelstra de hoofdcoach en ROHDA had een talentvolle spelersgroep met spelers zoals René Kruse, Marco Lauf en Peter Schallenberg.
In zijn eerste seizoen bij het 1e team, 1983-1984 miste ROHDA op 1 punt de zaalfinale. In de veldcompetitie werd de ploeg slechts 5e.
In seizoen 1984-1985 deed ROHDA het beter. In de zaalcompetitie werd de ploeg 1e in de Hoofdklasse B, waardoor het zich plaatste voor de zaalfinale. In de zaalfinale was PKC de tegenstander. ROHDA verloor de finale met 18-14. Massing kwam in deze finale niet aan spelen toe. Hij stond niet in de basis en kreeg geen invalbeurt.
Na dit seizoen vertrok coach Poelstra. De nieuwe hoofdcoach van de ploeg werd Rinus Munnikes.
Ook in seizoen 1985-1986 deed ROHDA het goed. Ook in dit seizoen plaatste de ploeg zich voor de zaalfinale. In de finale was DKOD de tegenstander en ROHDA won de wedstrijd met 14-12. Het was de eerste zaaltitel van in de clubhistorie.
Als Nederlands zaalkampioen nam ROHDA deel aan de Europacup van 1986 dat in december 1986 werd gehouden. ROHDA doorliep de poulefase door 2 keer makkelijk te winnen en kwam in de finale uit tegen het Belgische AKC. In een spannende finale won ROHDA met 16-14. Hierdoor was ROHDA ook Europees kampioen zaalkorfbal.
In de eigen competitie bleef ROHDA in seizoen 1986-1987 steken in de middenmoot.
In 1987 kreeg ROHDA een nieuwe hoofdcoach en werd Munnikes vervangen door Theo Korporaal. Onder zijn leiding werd ROHDA in seizoen 1987-1988 in de zaal 3e en op het veld miste de ploeg net de finale. Na dit seizoen stopte Massing als speler.

## Erelijst als speler
- Nederlands kampioen zaalkorfbal, 1986
- Europacup kampioen zaalkorfbal, 1986

## Coachingscarrière
Na zijn carrière als speler bleef Massing actief binnen ROHDA. Zo was Janne Engelberts de hoofdcoach van de club in seizoen 1991-1992, maar hij werd tijdens het seizoen ontslagen. De club greep tijdelijk terug op oud coach Anton Poelstra, die het seizoen als interim coach afmaakte. Met succes trouwens, want ROHDA werd in 1992 Nederlands veldkampioen. Ondanks dit succes werd Poelstra niet aangesteld als vaste hoofdcoach.
Aan Massing werd gevraagd of hij de nieuwe hoofdcoach wilde worden per seizoen 1992-1993. Massing accepteerde de job en werd zodoende op 30-jarige leeftijd de hoofdcoach van de club met een spelersgroep waar hij zelf mee had gespeeld.
In zijn eerste seizoen als hoofdcoach zat hij met ROHDA dicht tegen de prijzen aan, maar lukte het net niet. Zo werd de ploeg in de zaal 2e in de Hoofdklasse B, waardoor het net de finale miste. In de veldcompetitie werd de ploeg 1e in de Hoofdklasse A en ging het als titelverdediger de nacompetitie in. In de kruisfinale verloor ROHDA echter van AKC met 14-12, waardoor het een plek in de veldfinale mis liep.
In seizoen 1993-1994 lukt het ROHDA dan wel om zich te plaatsen voor de zaalfinale. In de finale kwam de ploeg uit tegen DKOD en ROHDA won met 14-10, waardoor het Nederlands zaalkampioen was geworden. Iets later, in de veldcompetitie plaatste de ploeg zich ook voor de finale. Ondertussen was de opzet van de veldcompetitie anders en waren de kruisfinales er tussenuit gehaald. Wel was de finale in een best-of-3 serie ondergebracht. In de veldfinale streed ROHDA tegen het Groninger Nic., waar oud ROHDA speler Taco Poelstra speelde. ROHDA verloor in 2 wedstrijden, waardoor het naast de veldtitel greep. Aan het eind van het seizoen werd Massing uitgeroepen tot Beste Korfbalcoach van het Jaar.
Na deze zaaltitel nam Massing afscheid als hoofdcoach, na 2 seizoenen. Massing wilde meer focussen op zijn werk als fysiotherapeut. René Kruse nam in dit seizoen afscheid als speler en werd de nieuwe hoofdcoach.

## Erelijst als coach
- Nederlands kampioen zaalkorfbal, 1994
- Beste Coach van het Jaar, 1994